# Un taxi malva
Un taxi malva (títol original en francès: Un taxi mauve) és una pel·lícula franco-irlandesa dirigida per Yves Boisset el 1977. Ha estat doblada al català.

## Argument
L'arribada d'una jove, Sharon (Charlotte Rampling), en un petit poble d'Irlanda trastoca el món quotidià fet d'amistats i de silenci de Philippe Marchal (Philippe Negrat), que s'ha refugiat en aquest poble després de la mort del seu fill, i de Jerry (Edward Albert), germà de Sharon, el petit d'una família de milionaris, exilat a Irlanda per la seva família a conseqüència d'una fosca història. En aquest país salvatge, tot sembla desenrotllar-se plàcidament llevat de quan sorgeix Taubelman (Peter Ustinov), personatge capritxós que sembla saber-ho tot sobre tothom, acompanyat de la seva encantadora i muda filla Anne (Agostina Belli) de la qual Jerry no va trigar a caure bojament enamorat. Tant com Sharon està determinada a descobrir qui és realment Taubelman.

## Repartiment
- Charlotte Rampling: Sharon
- Philippe Noiret: Philippe Marchal
- Peter Ustinov: Taubleman
- Fred Astaire: Doctor Scully
- Agostina Belli: Anne
- Edward Albert: Jerry
- Jack Watson: Sean